# Jørgen Schønherr
Jørgen Schønherr es un deportista danés que compitió en vela en la clase Flying Dutchman. Ganó dos medallas de oro en el Campeonato Mundial de Flying Dutchman, en los años 1985 y 1999, y una medalla de bronce en el Campeonato Europeo de Flying Dutchman de 2000.

## Palmarés internacional
| \| Campeonato Mundial \| Campeonato Mundial \| Campeonato Mundial \| Campeonato Mundial \| \| Año \| Lugar \| Medalla \| Clase \| \| ------------------ \| --------------------------- \| ------------------ \| ------------------ \| \| 1985 \| Gargnano (Italia) \| Medalla de oro \| Flying Dutchman \| \| 1999 \| Lee-on-Solent (Reino Unido) \| Medalla de oro \| Flying Dutchman \| \| Campeonato Europeo \| \| \| \| \| Año \| Lugar \| Medalla \| Clase \| \| 2000 \| Rio Marina (Italia) \| Medalla de bronce \| Flying Dutchman \| |                             |                   |                 |
| Campeonato Mundial |                             |                   |                 |
| Año | Lugar                       | Medalla           | Clase           |
| 1985 | Gargnano (Italia)           | Medalla de oro    | Flying Dutchman |
| 1999 | Lee-on-Solent (Reino Unido) | Medalla de oro    | Flying Dutchman |
| Campeonato Europeo |                             |                   |                 |
| Año | Lugar                       | Medalla           | Clase           |
| 2000 | Rio Marina (Italia)         | Medalla de bronce | Flying Dutchman |